# Saint Ronan
Saint Ronan est un saint breton qui fait partie des saints plus ou moins mythiques de l'ancienne Armorique.

## Hagiographiede saint Ronan
Ronan naquit en Irlande au VIe siècle de parents païens et devint évêque. Débarqué au pays de Léon, il vécut d'abord à Saint-Renan. Un jour un ange lui apparut et lui ordonna pour sauver son âme d'aller habiter en Cornouaille et il s'installa non loin du bourg actuel de Locronan, qui a porté le nom de Saint-René-du-Bois. Il aurait vécu un temps à Saint-René (francisation de Saint-Ronan, imposée au XVIIe siècle par les autorités ecclésiastiques), commune actuelle d'Hillion, dans le département des Côtes-d'Armor, entre Lamballe et Saint-Brieuc où il serait mort, mais sa dépouille aurait été ramenée à Locronan (Finistère) où se trouve son tombeau.

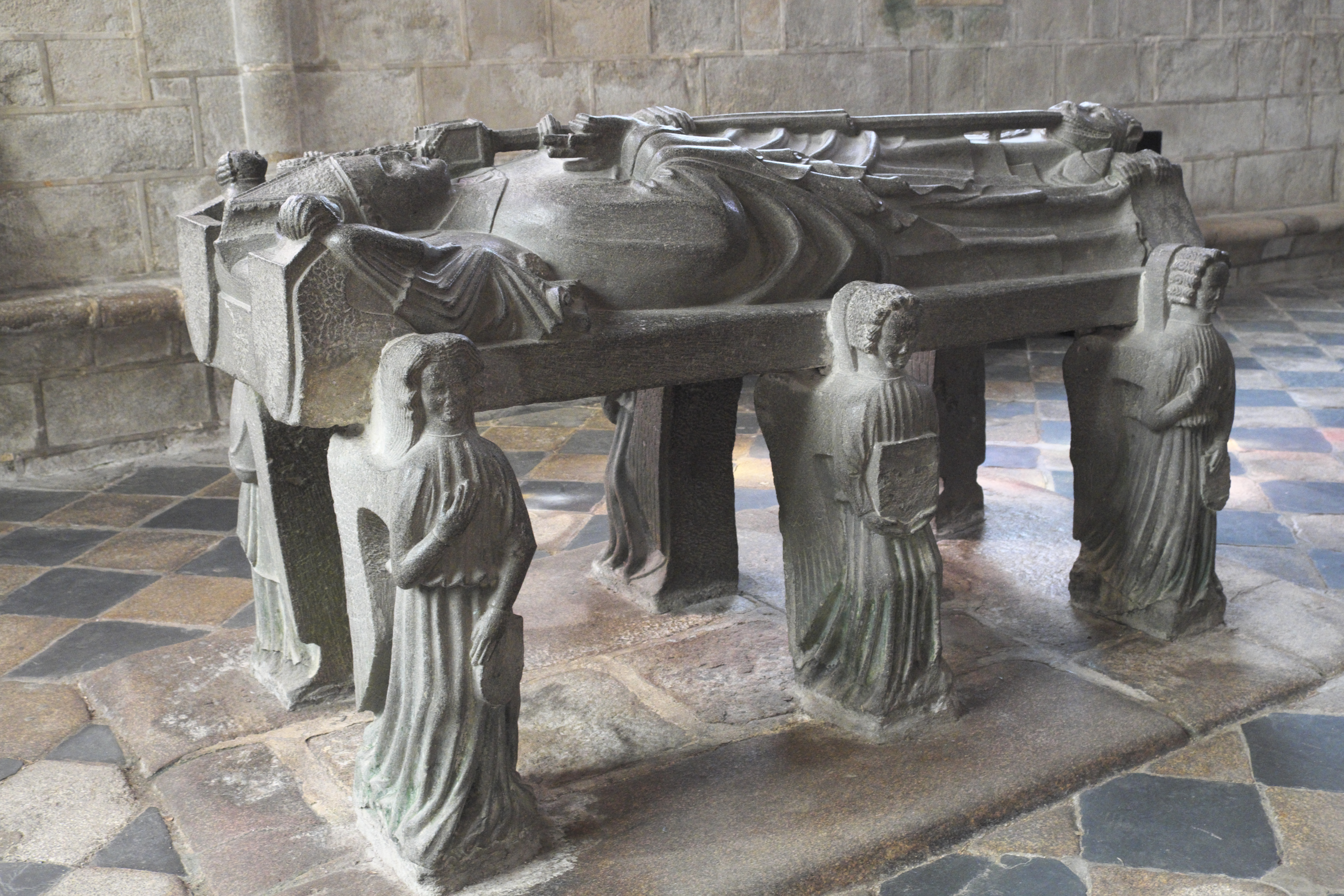
Tombeau de saint Ronan dans l'église de Locronan.

Lorsqu'il vivait près de Locronan, il vit surgir un loup tenant dans sa gueule un mouton et poursuivi par un homme pleurant de douleur. Ronan le prit en pitié et pria Dieu de sauver le mouton. Aussitôt le mouton se retrouva aux pieds de Ronan et du propriétaire. Le propriétaire alla souvent voir Ronan ensuite pour qu'il lui parle de Dieu. Mais sa femme, Keban, injuria Ronan et l'accusa d'avoir ensorcelé sa famille. Elle lui demanda de ne plus les voir sans quoi elle le châtierait. Elle ourdit un plan. Elle alla voir le roi Gradlon. Elle accusa Ronan d'avoir tué sa fille et de se transformer en loup. Le roi ordonna alors d'enfermer Ronan à Quimper. Puis on l'attacha à un arbre et on lâcha sur lui deux chiens sauvages et affamés. Sans s'émouvoir, Ronan fit un signe de croix sur son cœur. Aussitôt les chiens s'enfuirent.
Voyant ce miracle, le roi demanda à Ronan ce qu'il voulait étant donné que visiblement Dieu l'accompagnait. Il demanda la grâce pour Keban, sa fille n'était pas morte mais elle l'avait enfermée dans un coffre. On alla voir le coffre et on y trouva le cadavre de l'enfant qui avait fini par succomber. Ronan la ressuscita. Le roi et ses gardes se mirent à genoux et demandèrent pardon à Ronan. Ce dernier retourna dans sa maison et vécut en ermite le reste de sa vie.
Saint-Brieuc fut le lieu de la dernière retraite de Saint Ronan. Un paysan le trouva mort au matin, et décide de garder le bras droit comme relique, le coupe, et le ramène chez lui. La nuit, son propre bras se détache du corps du paysan et gît près de lui ; il s'empresse de rendre son bras à Saint Ronan, et recouvre par la suite lui-même le sien.
Pour savoir où enterrer, l'on mit son cercueil sur une charrette tirée par deux bœufs, et on les laissa aller. Sur le chemin la charrette rencontra Keban, qui lavait des vêtements, elle en profita pour se moquer du saint. Alors la terre s'ouvrit et aspira Keban dans les flammes et la fumée dans un lieu désormais dénommé « la tombe de Keban ». Peu après les bœufs arrivèrent à un endroit et ne voulurent plus en bouger, c'est là que Ronan fut enterré.

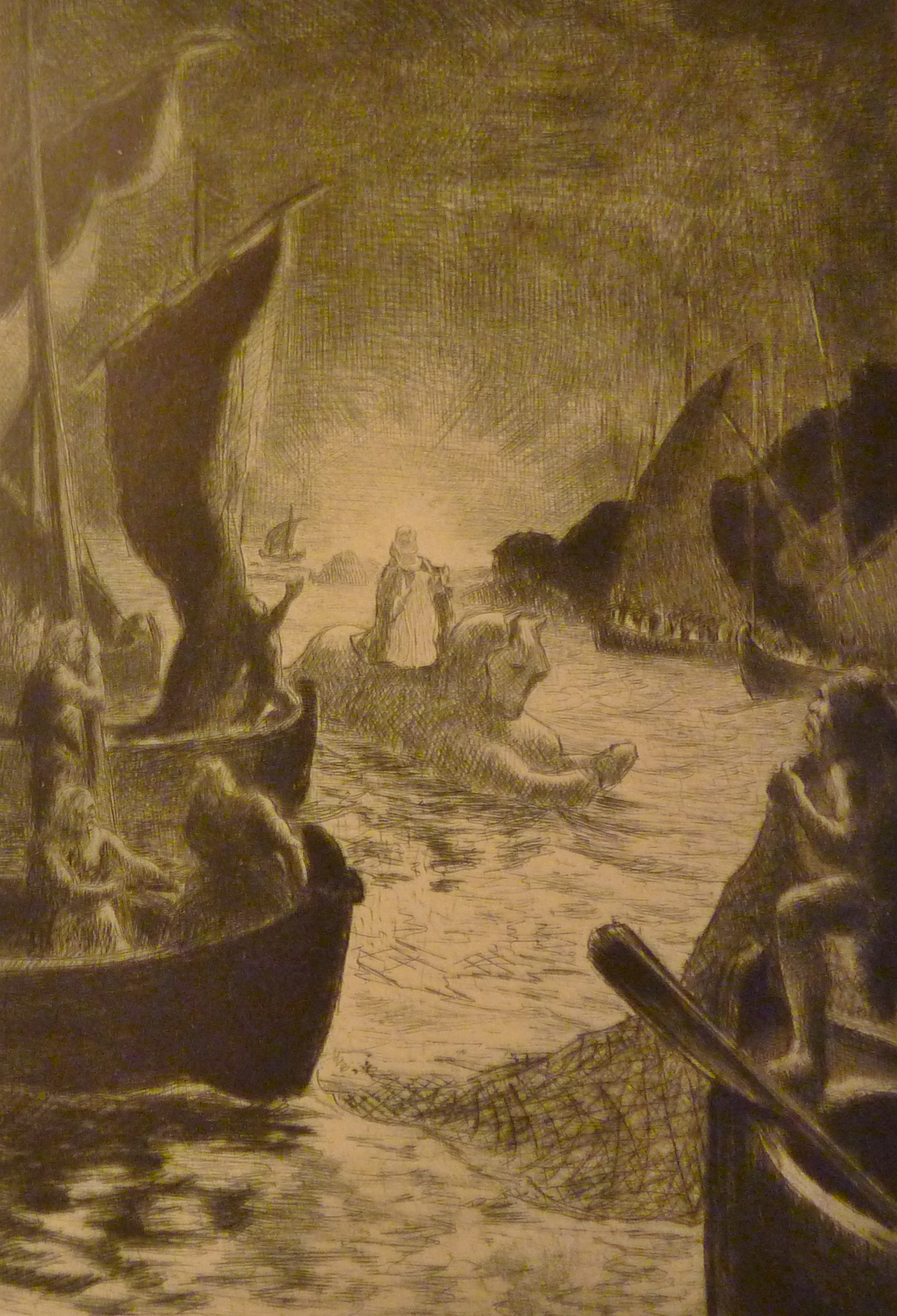
Ronan sur sa jument de pierre (Peters-Desteract et Anbatole Le Braz, Au pays des pardons, 1912)
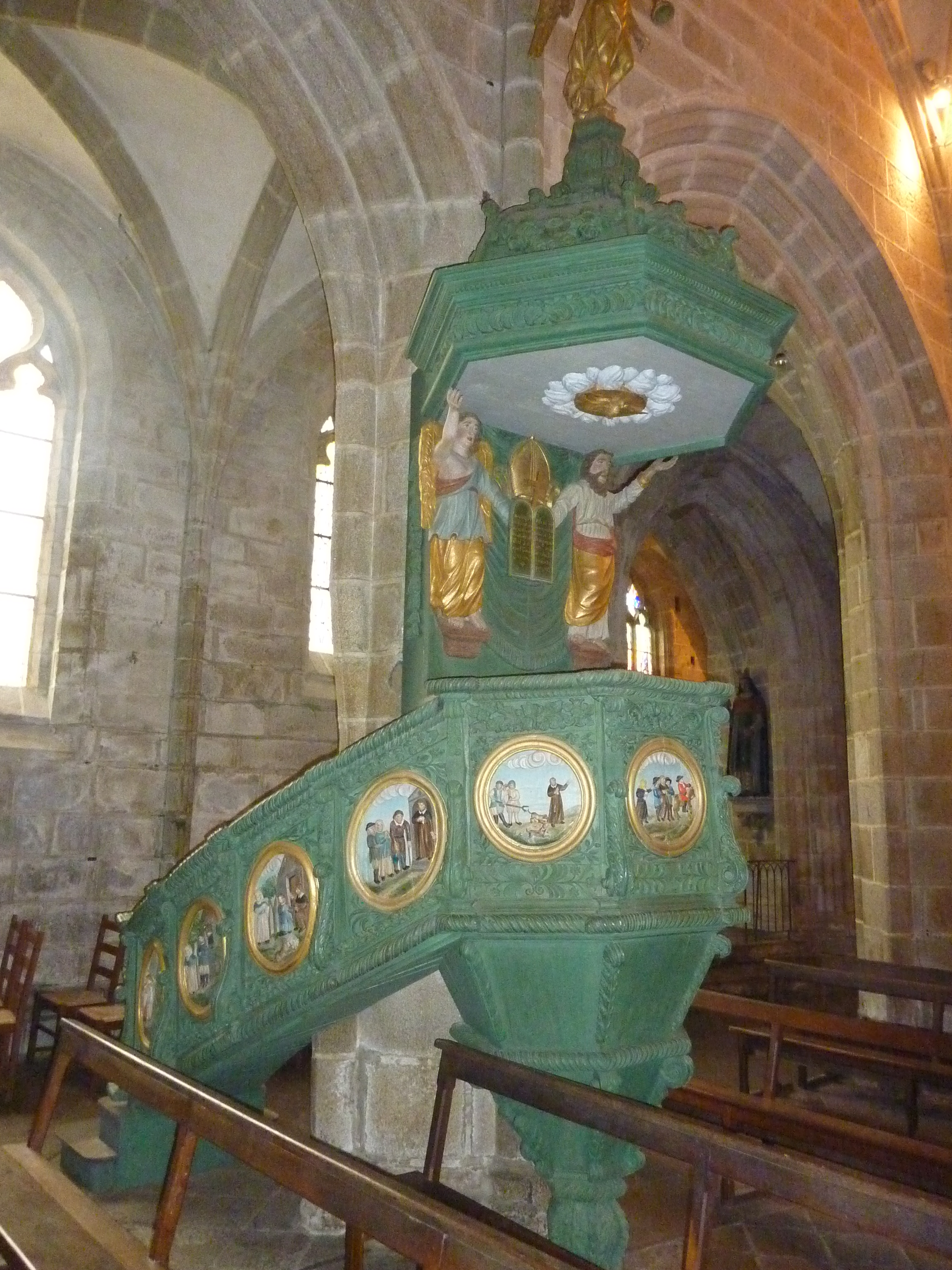
Locronan : église Saint-Ronan, chaire à prêcher, ensemble des médaillons illustrant la vie de saint Ronan
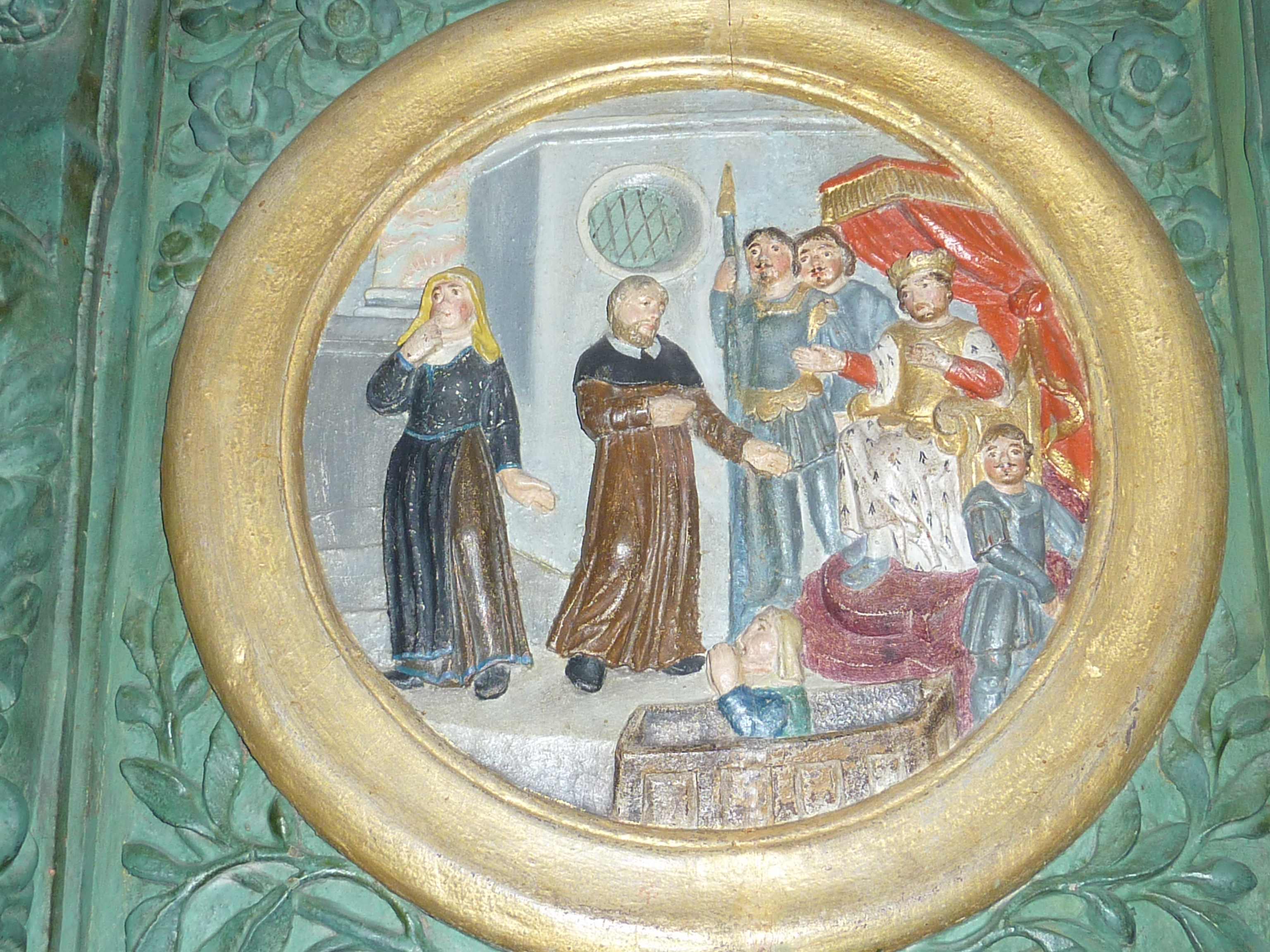
Locronan : église Saint-Ronan, chaire à prêcher, un des médaillons illustrant la vie de saint Ronan 1
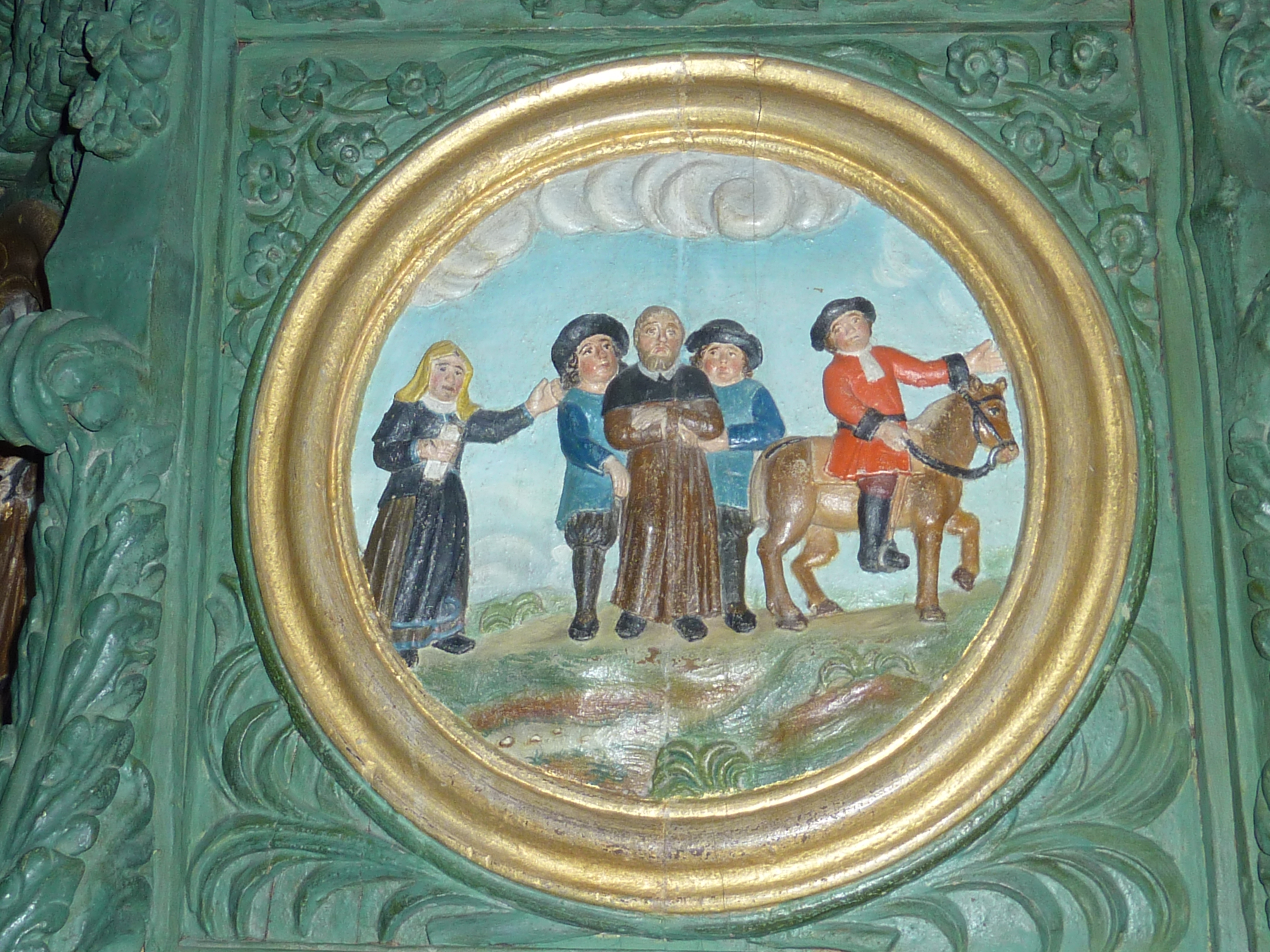
Locronan : église Saint-Ronan, chaire à prêcher, un des médaillons illustrant la vie de saint Ronan 2
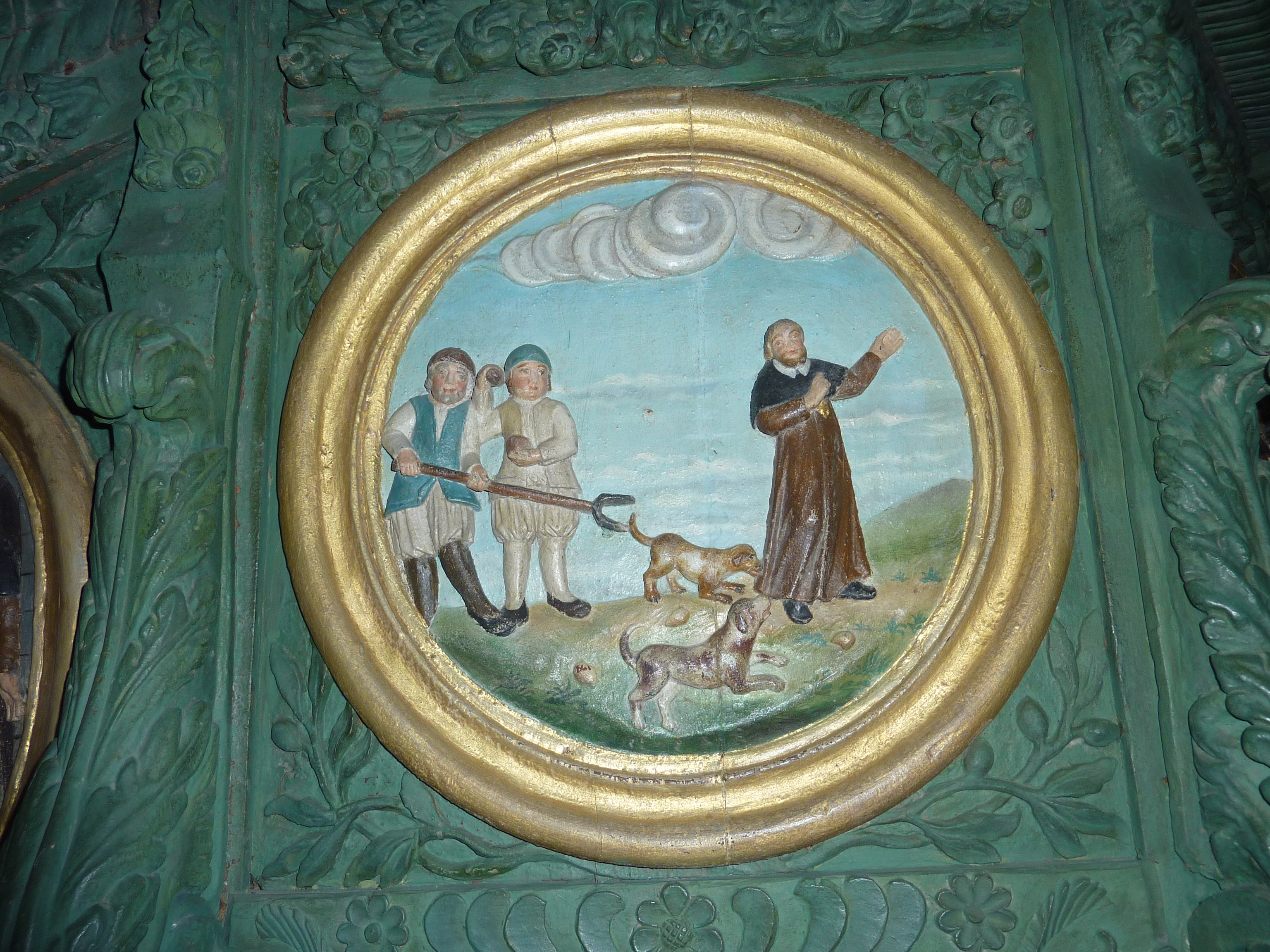
Locronan : église Saint-Ronan, chaire à prêcher, un des médaillons illustrant la vie de saint Ronan 3
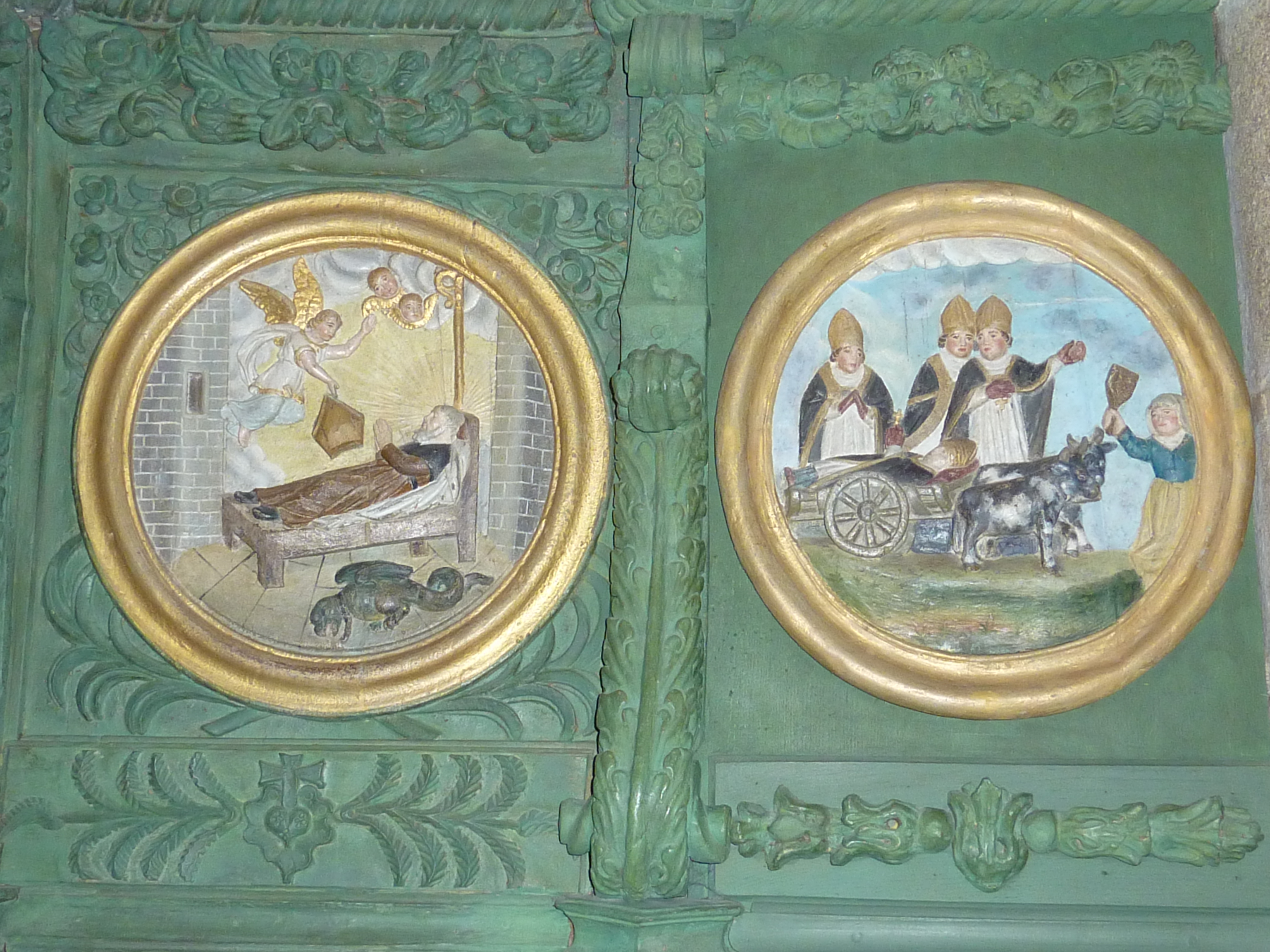
Locronan : église Saint-Ronan, chaire à prêcher, deux des médaillons illustrant la vie de saint Ronan 4
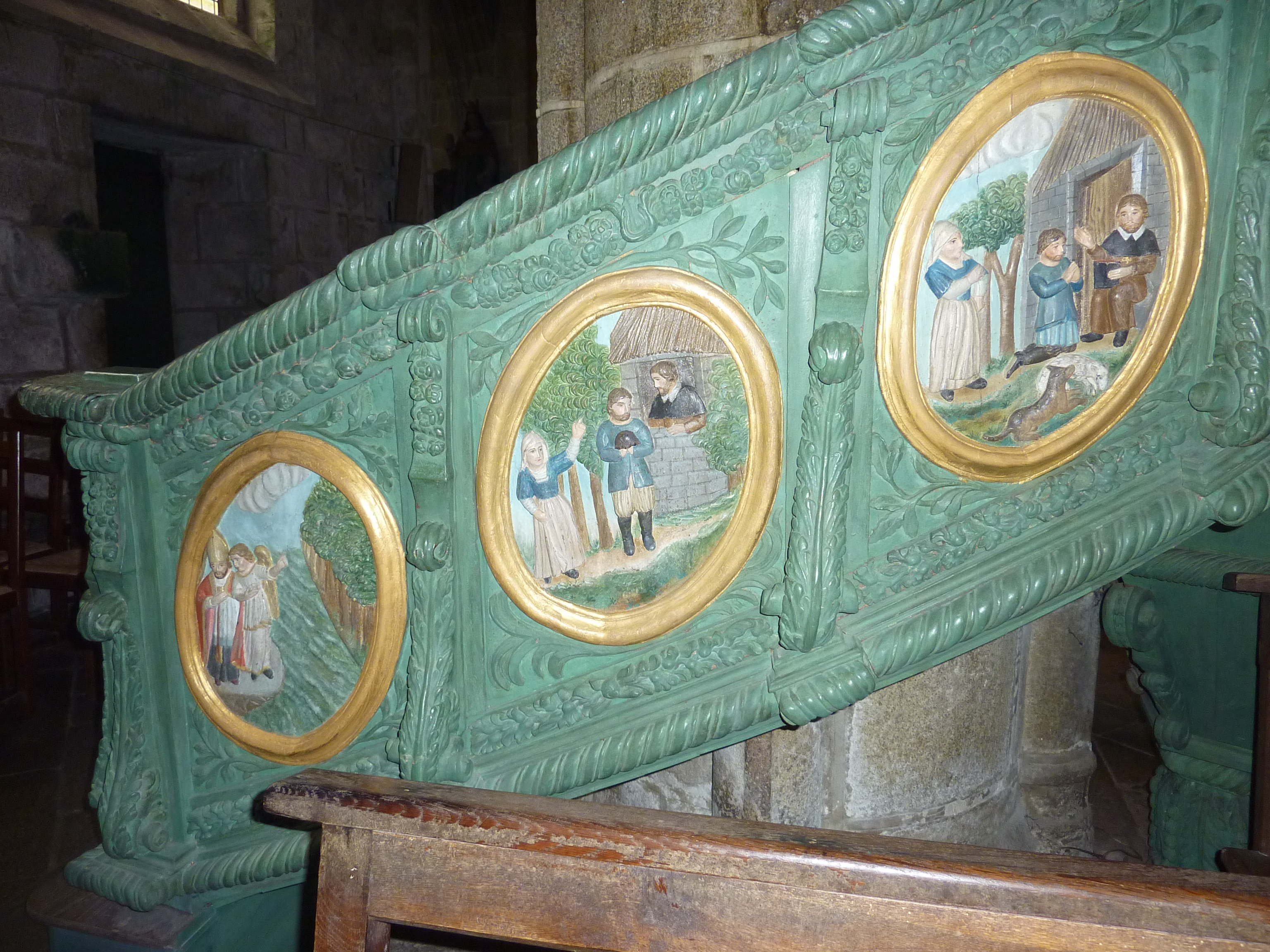
Locronan : église Saint-Ronan, chaire à prêcher, trois des médaillons illustrant la vie de saint Ronan 5
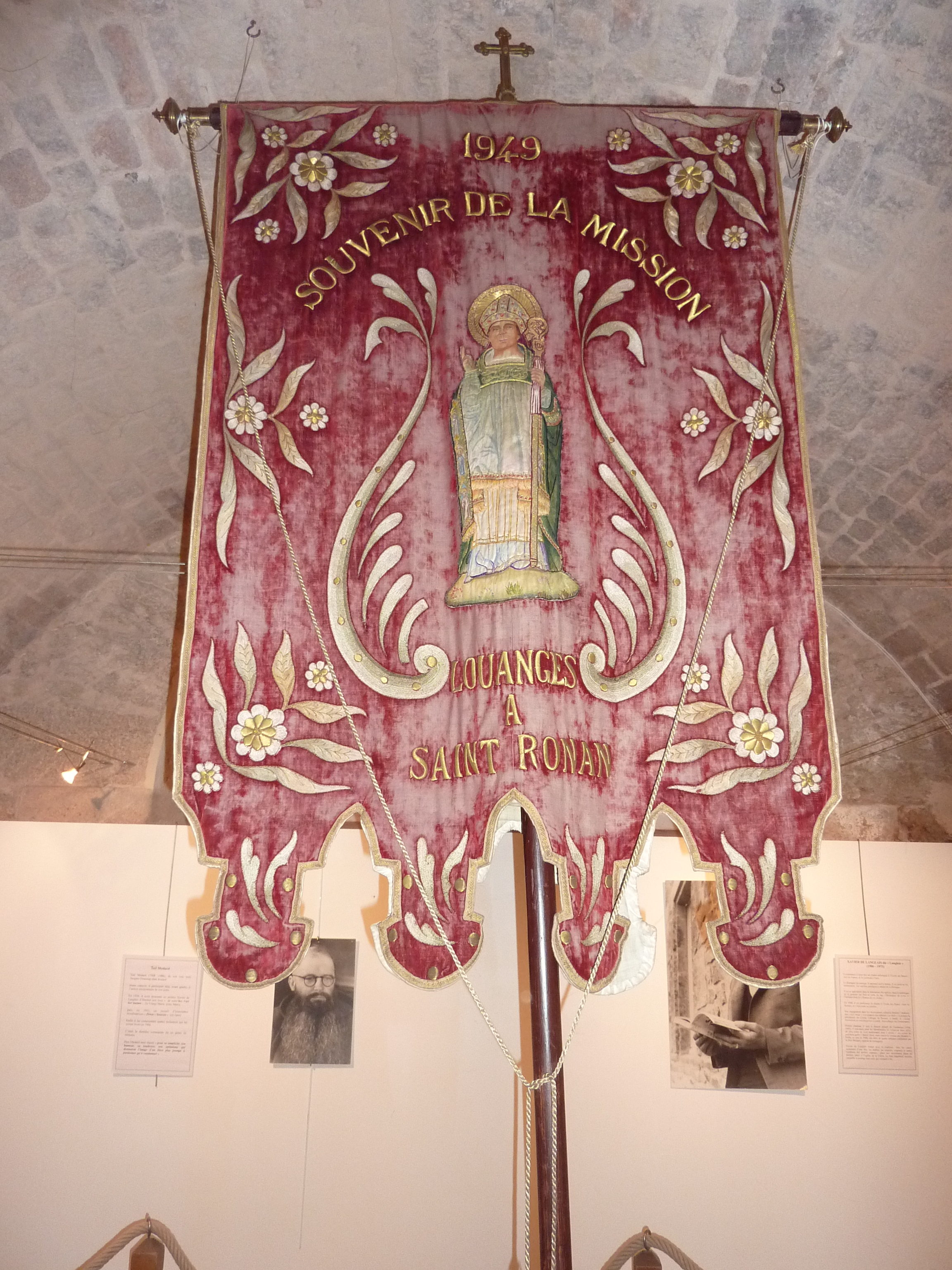
Bannière de mission en l'honneur de saint Ronan à Locronan en 1949
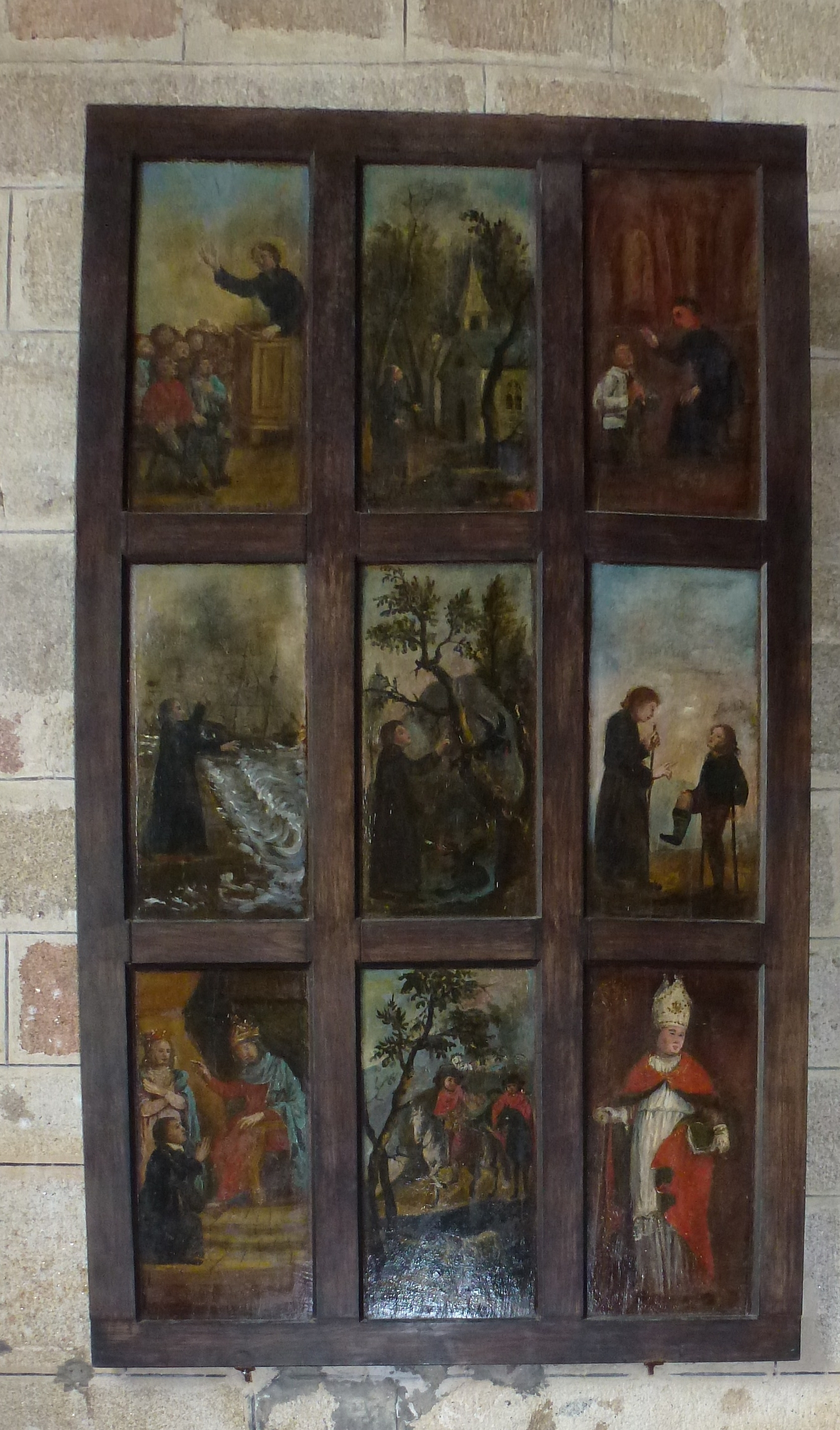
Peinture sur bois retraçant la vie de saint Ronan

Une autre version existe dans l'église de Locronan, elle date de 1707 et est bien postérieure à Saint Ronan.
Dans cette version Keban fait chasser Ronan à coup d'accusation et des chiens sont lâchés à sa poursuite, chiens que Ronan calmera d'un signe de croix. Ensuite seulement Keban l'accuse du meurtre de sa fille et Ronan est conduit en prison. Au procès il démontre son innocence. Le reste de la légende est similaire.
Il est quand même ajouté que Keban brisa la corne d'un buffle du convoi funéraire et la corne tomba en haut de la montagne : Plas-ar-Horn, la place de la Corne.
La Buhez sant Ronan ("La vie de saint Ronan") a été retranscrite en breton et en français dans le Barzaz Breiz par Hersart de  La Villemarqué en 1839 (et en 1867 pour une nouvelle édition), qui s'est inspiré d'une version latine plus ancienne, le bréviaire imprimé de Léon de 1516 ; en voici un extrait :
 « Le bienheureux seigneur Ronan reçut le jour dans l'île d'Irlande

 Au pays des Saxons, au-delà de la mer bleue, de chefs de famille puissants

 Un jour qu'il était en prière, il vit une clarté

 Et un bel ange vêtu de blanc lui parlant ainsi :

 « Ronan, Ronan, quitte ce lieu; Dieu t'ordonne,

 Pour sauver ton âme, d'aller habiter dans la terre de Cornouaille ».

 Ronan obéit à l'ange, et vint demeurer en Bretagne,

 Non loin du rivage, d'abord dans une vallée du Léon

 Puis dans la Forêt Sacrée du pays de Cornouaille ».
Le "lit de saint Ronan" ou "chaise de saint Ronan" ou "bateau de Saint Ronan" ou "jument de pierre" est un rocher naturel ou un menhir couché de 13 mètres de pourtour situé sur le flanc de la montagne de Locronan et auquel est attaché un certain nombre de légendes concernant le saint : il aurait servi d'embarcation à saint Ronan lors de sa venue d'Irlande (bateau de pierre), il combattrait la stérlité en permettant aux femmes se couchant dessus d'enfanter (jument de pierre) ou encore le saint aurait eu l'habitude de s'y asseoir pour contempler la Baie de Douarnenez. Ce rocher est intégré au parcours de la Grande Troménie de Locronan.

## La Troménie de Locronan
Sa fête fait l'objet d'un pèlerinage annuel et d'une fête typiquement bretonne, le « pardon » de saint Ronan, à Locronan (Cornouaille) en juillet de chaque année. Ce jour-là, en mémoire du saint, les fidèles en procession font le tour des limites de l'ancien prieuré bénédictin fondé au XIe siècle et qui était lieu d'asile (minic'hi en breton). Cette procession est appelée la « Troménie », (du breton tro-minic'hi, le tour de l'enceinte sacrée).
Il y a en fait deux processions : la petite Troménie, d'environ 6 km, qui a lieu tous les ans, et la grande Troménie, de 12 km, qui a lieu tous les 6 ans.
Sa fête est le 1er juin (voir le Calendrier des saints bretons).

## Toponymie
Son culte étant très développé en Bretagne, il a laissé son nom à un certain nombre de lieu :
Communes
- Locronan (Finistère)
- Saint-Renan au nord de Brest (Finistère)
- Laurenan (Côtes-d'Armor)

Lieux-dits
- Saint-Renan, hameau de Plœuc-sur-Lié (Côtes-d'Armor)
- La Noë Renan, hameau du Fœil (Côtes-d'Armor)
- Saint-Renan, hameau de Plozévet (Finistère)

Paroisse
- église Saint-Ronan (1872-1875)[9], hameau et ancienne paroisse de Saint-René, commune d'Hillion (Côtes-d'Armor)
- Paroisse Saint-Ronan, commune de Molène (Finistère)

Par ailleurs une statue du XVIIe siècle le représente (sous le nom de saint René) avec aube, étole et chape dans l'église paroissiale de Rochefort-en-Terre, même s'il a été ensuite transformé en saint Mathurin par l'adjonction d'un goupillon.